# Fürstenstraße der Wettiner
| Fürstenstraße der Wettiner | Fürstenstraße der Wettiner                          |
| Logo                       | Logo                                                |
| Basisdaten                 | Basisdaten                                          |
| -------------------------- | --------------------------------------------------- |
| Gesamtlänge:               | circa 3.330 km                                      |
| Bundesländer:              | Bayern Brandenburg Sachsen Sachsen-Anhalt Thüringen |
| Region:                    | Mitteldeutschland                                   |
| Verlaufsrichtung:          | West – Ost (Hauptroute)                             |
| Beginn:                    | Bayreuth (Hauptroute) Neues Schloss Bayreuth        |
| Ende:                      | Königstein (Hauptroute) Festung Königstein          |
| Routen:                    | 5                                                   |

Die Fürstenstraße der Wettiner ist eine Themenstraße, die durch fünf deutsche Bundesländer und Teile Polens führt.

## Hintergrund
Das Streckennetz der Fürstenstraße der Wettiner liegt überwiegend im ehemaligen Regierungsgebiet der Wettiner, eines der ältesten deutschen Fürstengeschlechter.
Der südliche Startpunkt ist Bayreuth, was zwar nie im Herrschaftsbereich der Dynastie lag, aber August der Starke heiratete dort die Bayreuther Prinzessin Christiane Eberhardine.

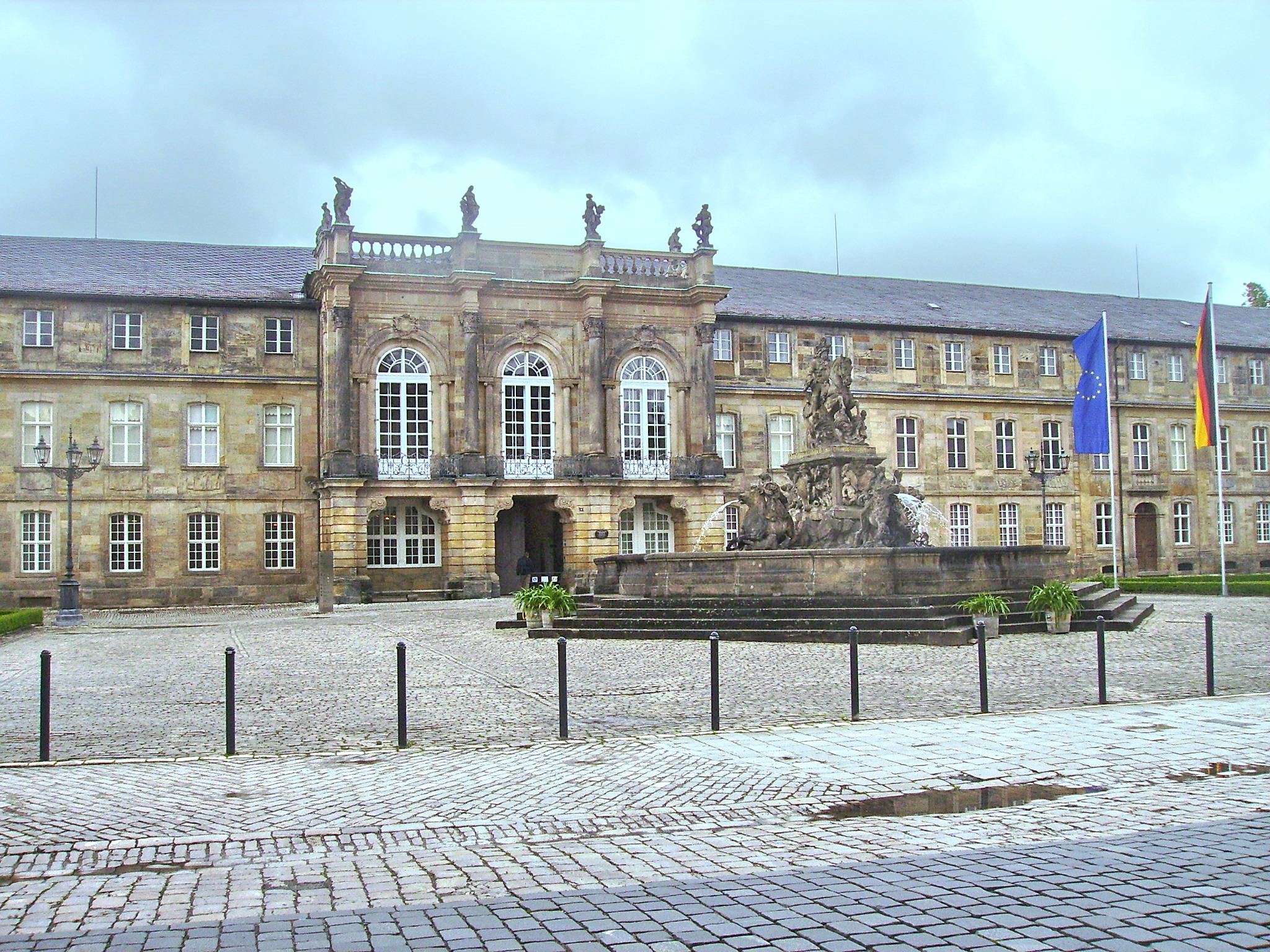
Neues Schloss Bayreuth Startpunkt der Hauptroute
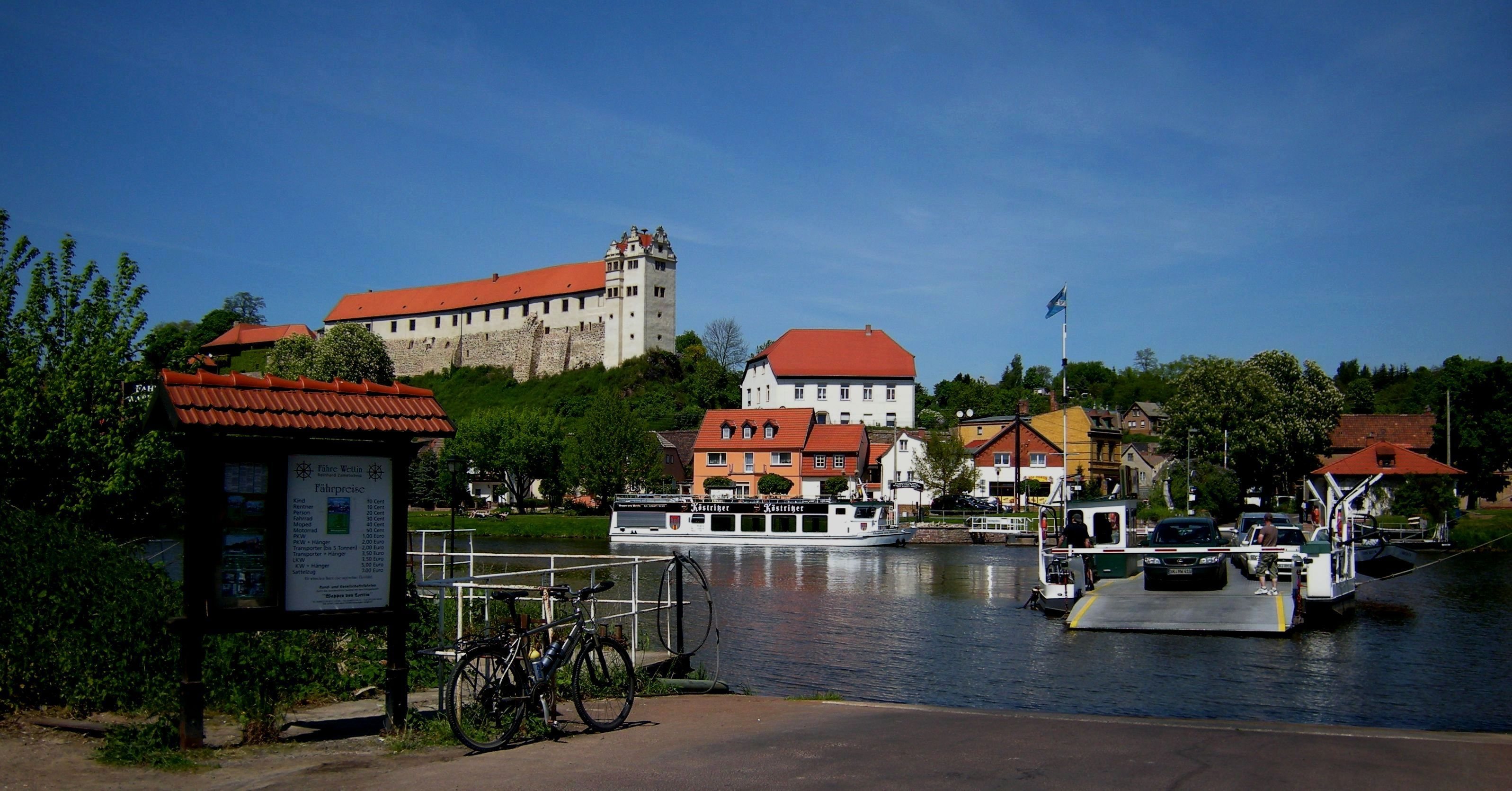
Burg Wettin Stammsitz der Wettiner
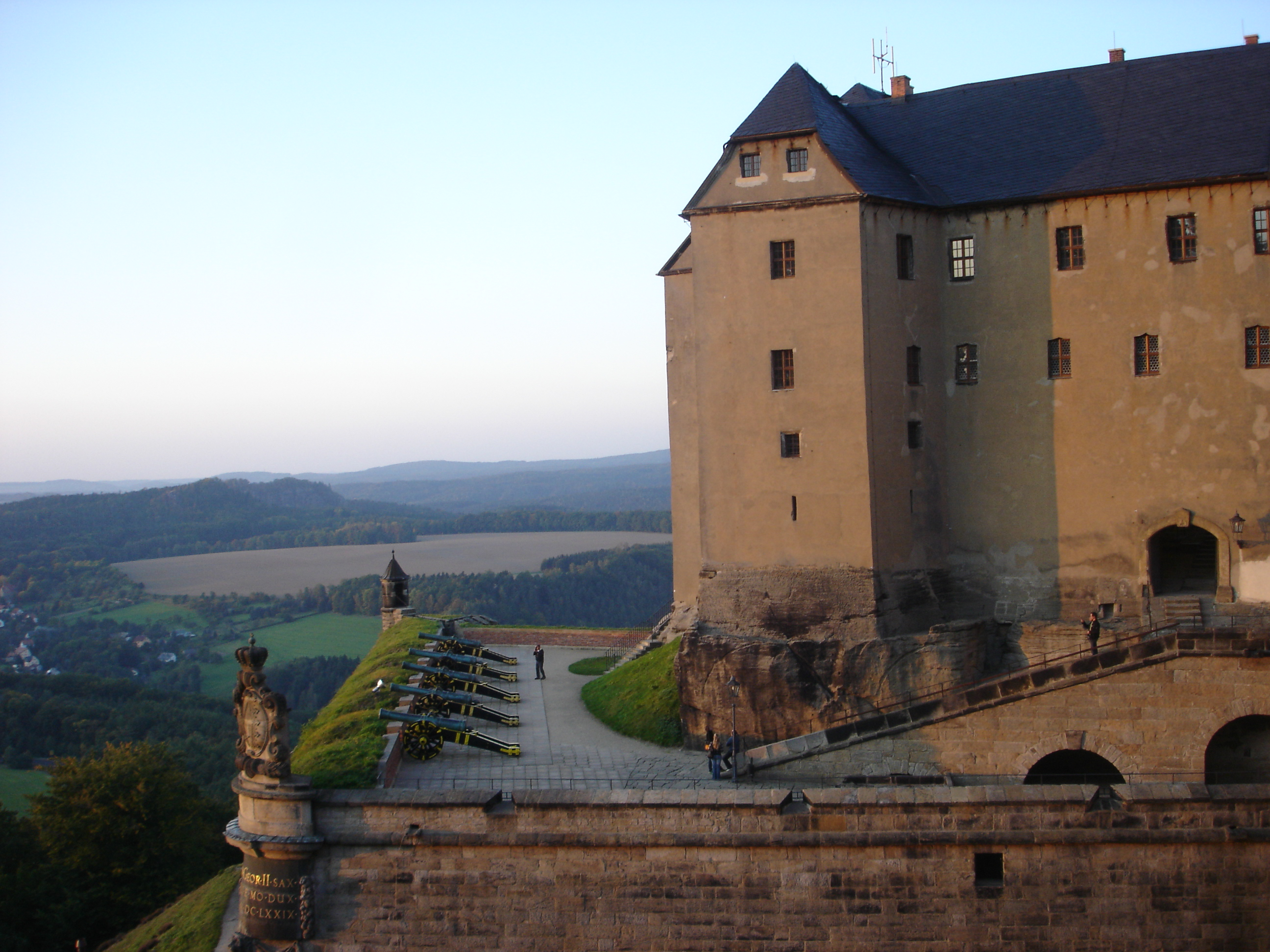
Festung Königstein Zielpunkt der Hauptroute
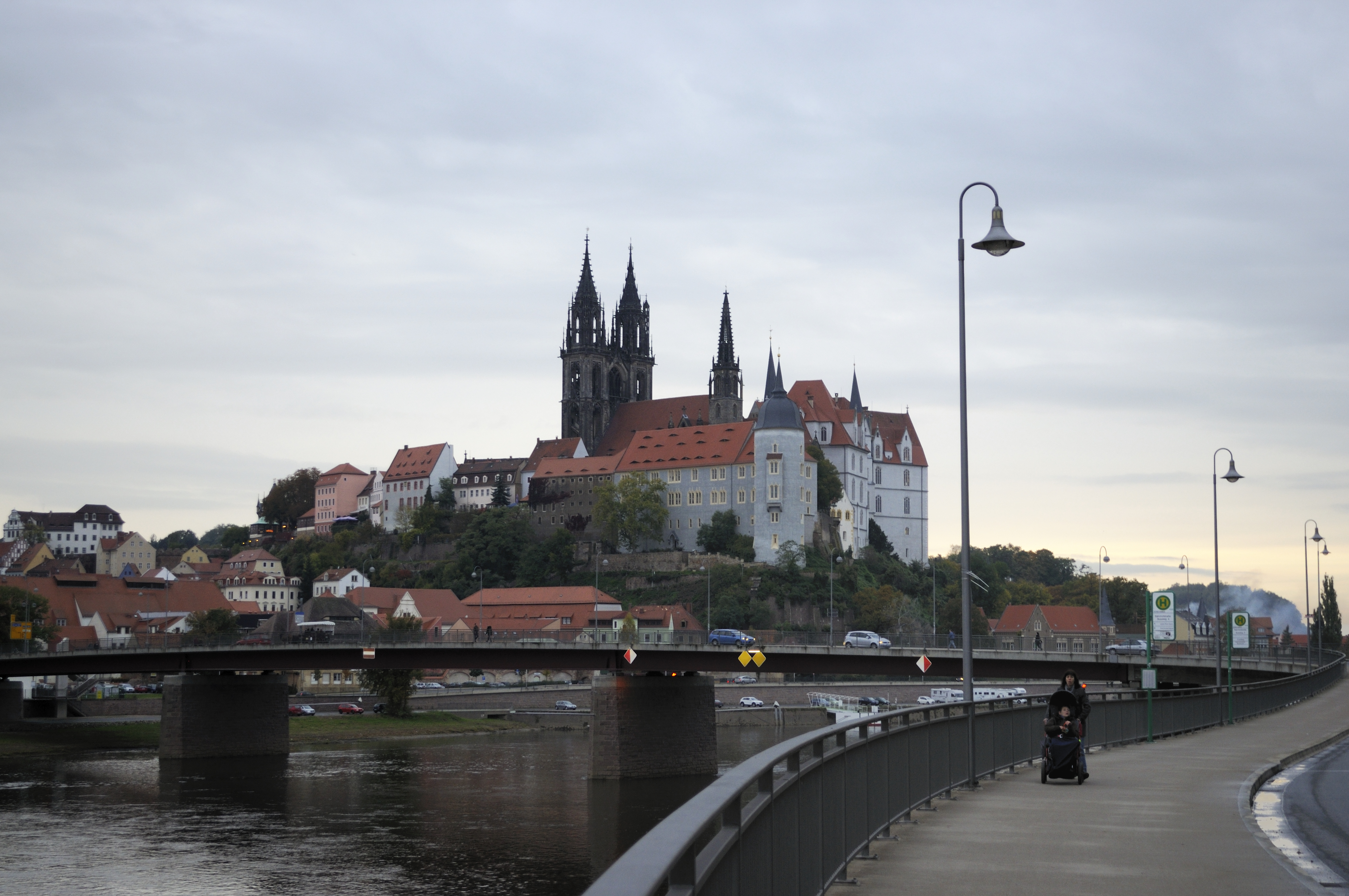
Meißen Ziel der Nordroute

Die Initiatoren möchten mit der Ferienstraße die reichhaltige Kultur- und Naturlandschaft Mitteldeutschlands für den interessierten Autotouristen erschließen.
Das historisch-touristische Projekt wird ohne öffentliche Beteiligung der Länder vom Verein Fürstenstraße der Wettiner e. V., einzelnen Kommunen und privaten Sponsoren getragen.

## Streckenlänge
Die Gesamtlänge inkl. der vier Nebenrouten beträgt über 3.330 km, wobei die Länge der Hauptstrecke über 1.200 km beträgt.

## Routen
Die Themenstraße gliedert sich in insgesamt fünf unterschiedliche Routen, deren Zentrum die Burg Wettin, der ehemalige Stammsitz der Wettiner in Wettin an der Saale ist.

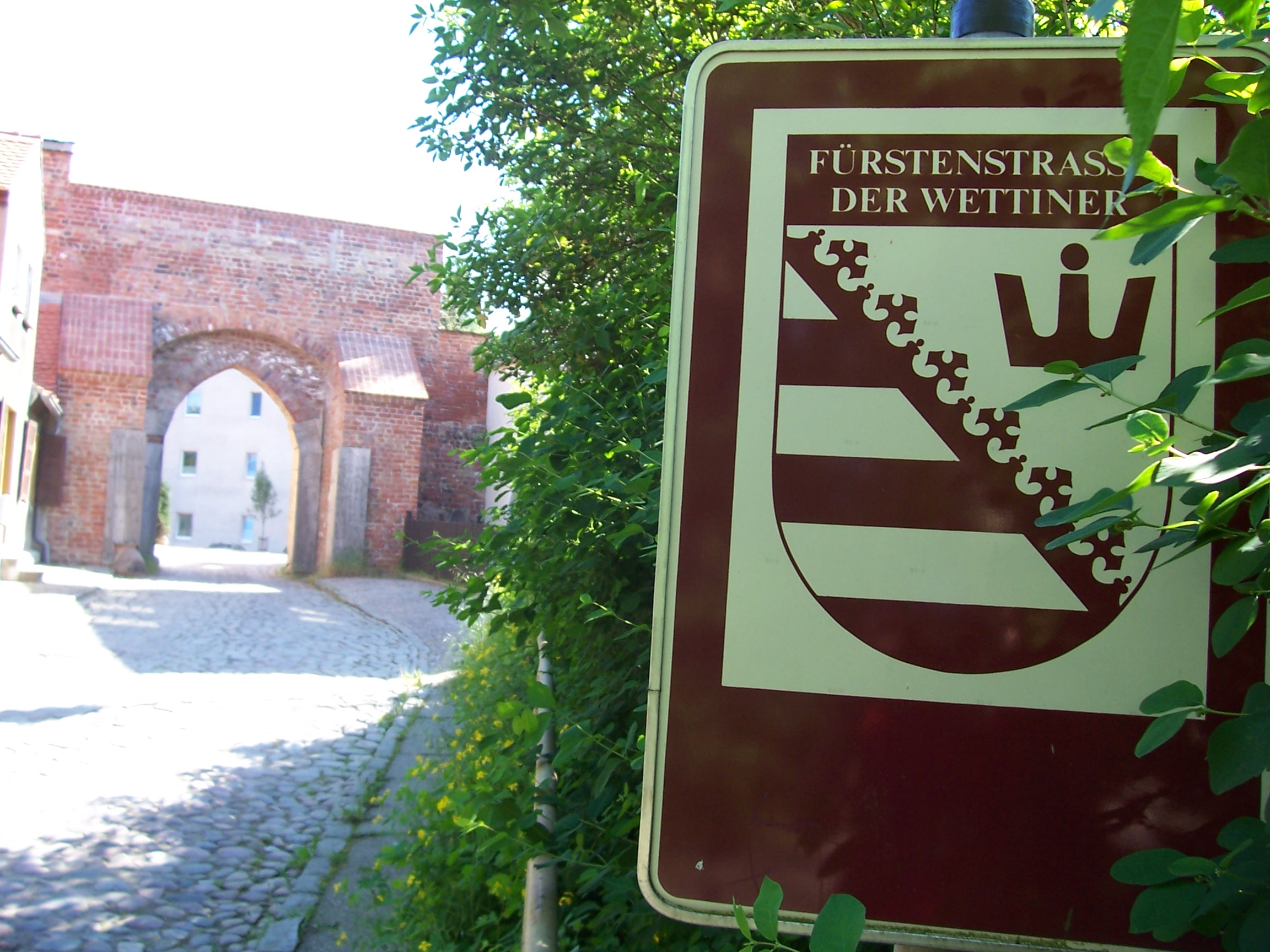
Hinweisschild an der Burg Eilenburg

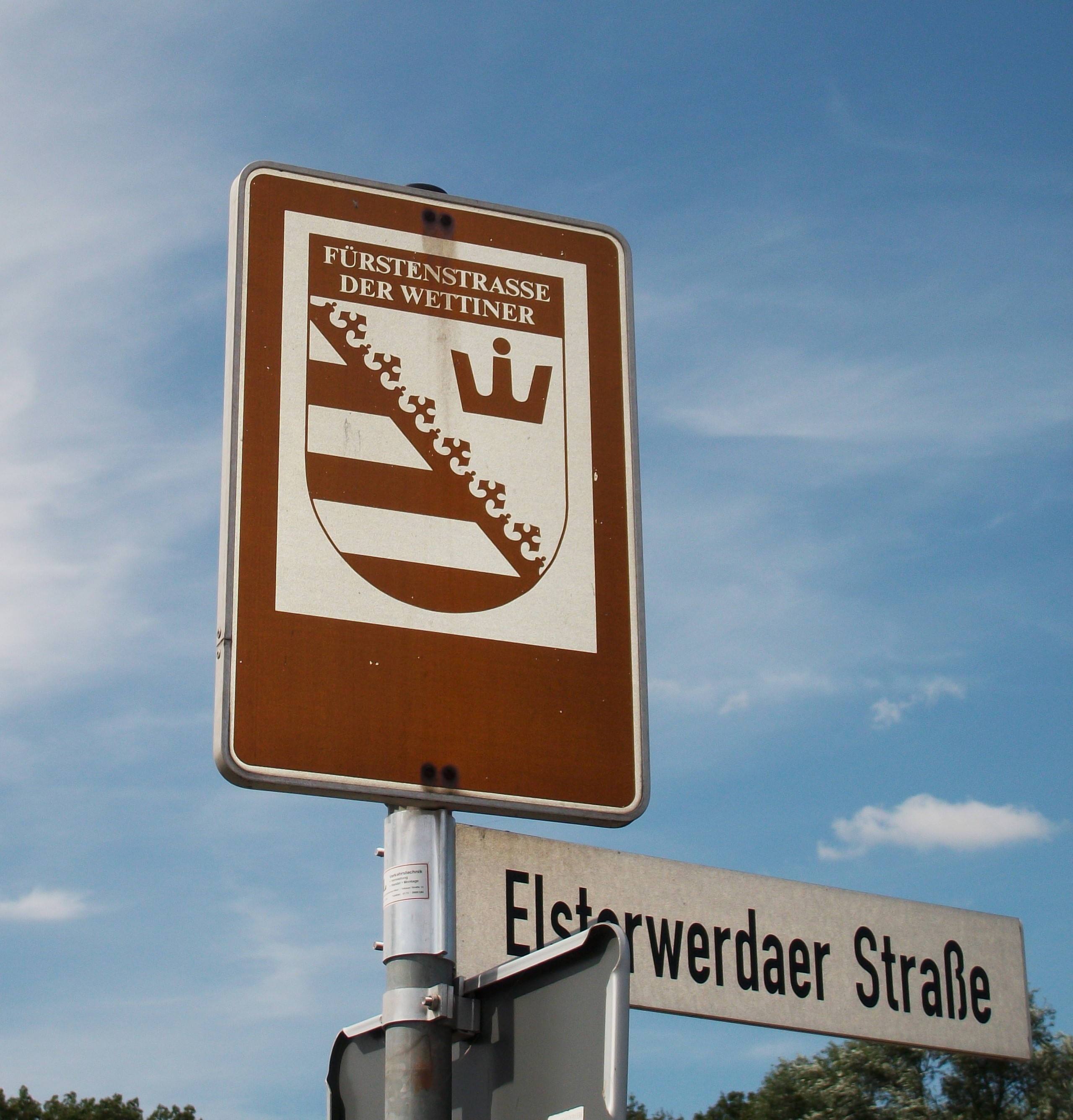
Fürstenstraße der Wettiner, Infotafel in Lindenau (Oberlausitz)

| | Hauptroute mit 1.206 km |
| Bayreuth – Kulmbach – Sonnefeld – Coburg – Neustadt bei Coburg – Sonneberg – Eisfeld – Schleusingen – Hildburghausen – Heldburg – Römhild – Kloster Veßra – Henneberg – Meiningen – Wasungen – Schmalkalden – Bad Liebenstein – Ruhla – Eisenach – Bad Langensalza – Gotha – Mühlberg – Erfurt – Ettersburg – Weimar – Apolda – Jena – Dornburg/Saale – Camburg – Eckartsberga – Bad Kösen – Naumburg/Saale – Weißenfels – Lützen – Bad Dürrenberg – Merseburg – Querfurt – Halle – Wettin – Löbejün – Zörbig – Brehna – Delitzsch – Leipzig – Rötha – Bad Lausick – Colditz – Grimma – Wermsdorf – Wurzen – Eilenburg – Bad Düben – Wittenberg – Wartenburg – Pretzsch/Elbe – Jessen (Elster) – Prettin – Torgau – Belgern – Mühlberg/Elbe – Zeithain – Döbeln – Nossen – Meißen – Moritzburg – Dresden – Heidenau – Pirna – Königstein (Sächsische Schweiz) |                         |

| | Nordroute mit 994 km |
| Wettin – Gerbstedt – Eisleben – Sangerhausen – Mansfeld – Ballenstedt – Gernrode – Quedlinburg – Halberstadt – Magdeburg – Burg – Gommern – Barby – Zerbst – Wiesenburg/Mark – Bad Belzig – Niemegk – Wittenberg – Seyda – Jüterbog – Dahme/Mark – Baruth/Mark – Golßen – Lübben (Spreewald) – Groß Leuthen – Straupitz (Spreewald) – Lieberose – Friedland – Neuzelle – Guben – (Polen) – Bad Muskau – Spremberg – Senftenberg – Calau – Fürstlich Drehna – Luckau – Sonnewalde – Doberlug-Kirchhain – Bad Liebenwerda – Elsterwerda – Lauchhammer – Ortrand – Zabeltitz – Großenhain – Diesbar-Seußlitz – Meißen |                      |

| | Ostroute mit 302 km |
| Dresden – Radeberg – Pulsnitz – Kamenz – Wittichenau – Hoyerswerda – Kleinwelka – Bautzen – Löbau – Reichenbach/O.L. – Görlitz – (Polen) – Zittau – Herrnhut – Eibau – Bischofswerda – Stolpen – Pillnitz – Dresden |                     |

| | Südroute mit 444 km |
| Jena – Bürgel – Eisenberg – Crossen – Zeitz – Pegau – Lucka – Altenburg – Kohren-Sahlis – Geithain – Rochlitz – Waldenburg (Sachsen) – Glauchau – Meerane – Werdau – Zwickau – Wildenfels – Bad Schlema – Schneeberg – Eibenstock – Johanngeorgenstadt – Schwarzenberg – Zwönitz – Stollberg – Chemnitz – Frankenberg – Augustusburg – Freiberg – Dippoldiswalde – Großsedlitz – Pirna |                     |

| | Route Ostthüringen-Vogtland-Erzgebirge mit 389 km |
| Sonneberg – Steinach – Lauscha – Neuhaus am Rennweg – Schwarzburg – Bad Blankenburg – Rudolstadt – Saalfeld – Pößneck – Neustadt an der Orla – Triptis – Weida – Greiz – Reichenbach im Vogtland – Plauen – Oelsnitz – Adorf/Vogtland – Bad Elster – Bad Brambach – Landwüst – Markneukirchen – Klingenthal – Carlsfeld (Eibenstock) – Johanngeorgenstadt – Oberwiesenthal – Annaberg-Buchholz – Ehrenfriedersdorf – Zschopau – Augustusburg |                                                   |